# Ulei de bucătărie

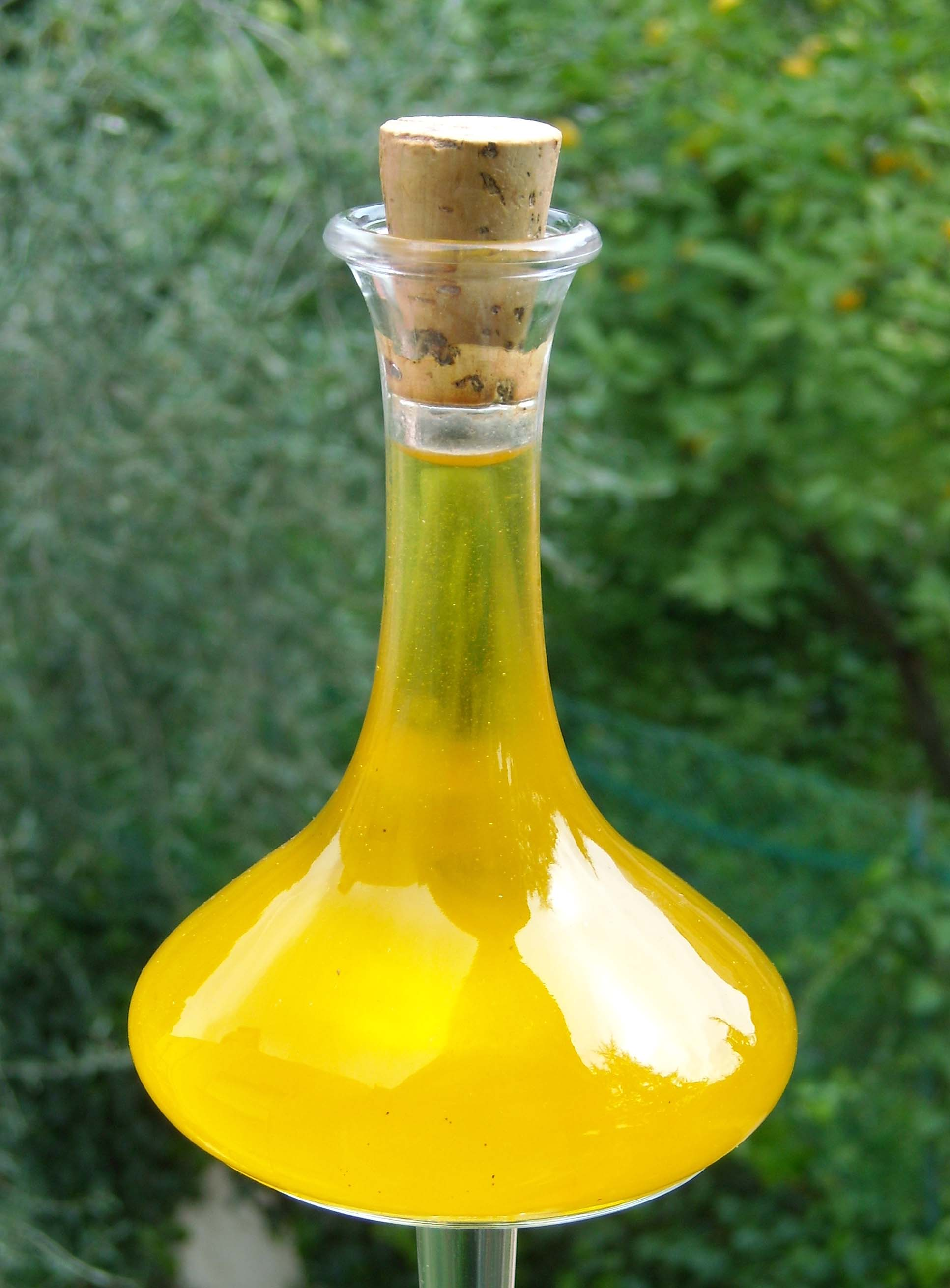
Ulei de măsline

Uleiul de bucătărie este realizat din grăsime vegetală și este folosit pentru prăjire, coacere sau în alte variante de gătire.
În general, uleiul de bucătărie are o consistență lichidă, excepție făcând uleiul de palmier și uleiul de cocos, care are au o consistență solidă la temperatura camerei.

## Tipuri de uleiuri de bucătărie
- Ulei de floarea-soarelui
- Ulei de măsline
- Ulei de rapiță
- Ulei din germeni de porumb
- Ulei de palmier
- Ulei de cocos
- Ulei de soia